# Арттурі Лехконен
Арттурі Лехконен (фін. Artturi Lehkonen; 4 липня 1995, м. Пійккьо, Фінляндія) — фінський хокеїст, лівий/правий нападник. Виступає за «Фрелунда» (Гетеборг) у Шведській хокейній лізі.

## Ігрова кар'єра
Вихованець хокейної школи ТуТо. Виступав за ТПС (Турку), КалПа (Куопіо).
У чемпіонатах Фінляндії — 96 матчів (23+31), у плей-оф — 6 матчів (2+1). У чемпіонатах Швеції — 32 матчі (4+7).
У складі молодіжної збірної Фінляндії учасник чемпіонатів світу 2013, 2014 і 2015. У складі юніорської збірної Фінляндії учасник чемпіонатів світу 2012 і 2013.

## Досягнення
- Переможець молодіжного чемпіонату світу (2014)
- Бронзовий призер юніорського чемпіонату світу (2013).

Нагороди
- Трофей Ярмо Васами — найкращий новачок Лійги (2013)